# Ланьцут

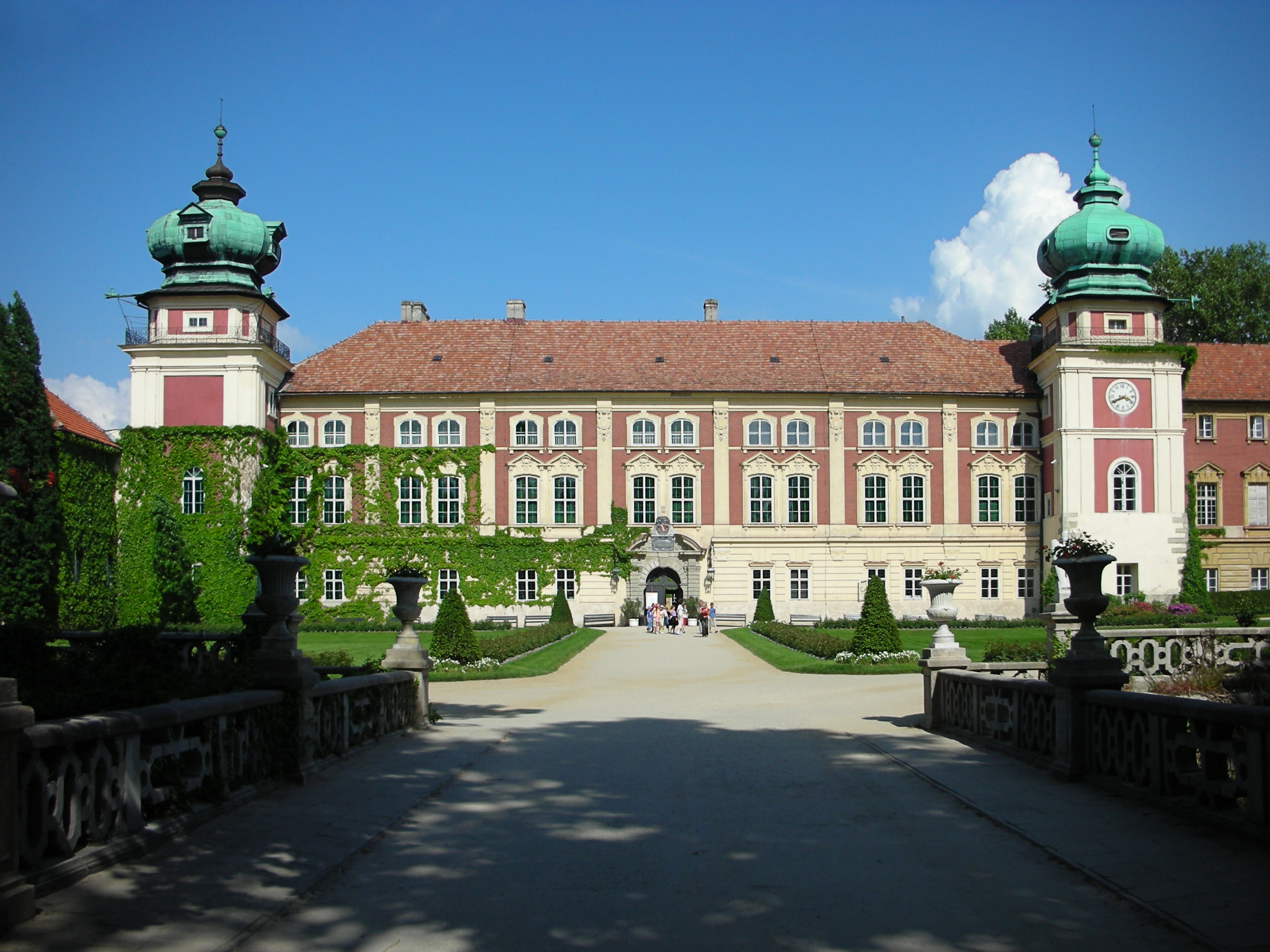
Замок в Ланьцуті

Ла́ньцут (пол. Łańcut) — місто в південно-східній частині Польщі.
Адміністративний центр Ланьцутського повіту Підкарпатського воєводства.

## Історія
Ланьцут знаходився в Надсянні — західній окраїні Русі, Галицько-Волинського князівства і Руського воєводства та українських етнічних земель. Межував з польськими землями, що сприяло спольщенню і латинізації місцевого населення. У 1831 р. в Ланьцуті ще налічувалося 13 греко-католиків, які належали до парохії Залісся Каньчузького деканату Перемишльської єпархії..
1567 року в місті відбувся Синод протестантів.
У ході польсько-української війни тут був створений поляками перший концтабір для вояків Української галицької армії.

## Пам'ятки

### Архітектури
- Архітектурний ансамбль площі Ринок (XVII-XIX ст.)
- Замок Любомирських і Потоцьких ((1629-1641, з перебудовами, реконструкціями)
- Фарний костел св. Станіслава єпископа (1569, 1624, 1896-1900)
- Домініканський кляштор (XV ст.)
- Синагога (1761)
- Католицька плебанія (1841-1846).

### Некрополі
- Єврейський цвинтар (XVII ст.)

### Музеї
- Музей гуральництва (вул. Колєйова, 1).[6]

## Демографія
Демографічна структура станом на 31 березня 2011 року:
|          | Загалом | Допрацездатний вік | Працездатний вік | Постпрацездатний вік |
| -------- | ------- | ------------------ | ---------------- | -------------------- |
| Чоловіки | 8666    | 1797               | 5838             | 1031                 |
| Жінки    | 9518    | 1669               | 5613             | 2236                 |
| Разом    | 18184   | 3466               | 11451            | 3267                 |

## Відомі люди

### Уродженці
- Крушельницький Антін Владиславович — український письменник, літературний критик і літературознавець, міністр освіти Західноукраїнської Народної Республіки
- Волчук Роман — український письменник-мемуарист, громадський діяч
- Ян Зег — польський винахідник промислової нафтопереробки.
- Альфред Юзеф Потоцький — граф, політичний діяч, маршалок Галицького Сейму, намісник Королівства Галичини і Лодомерії, II-й ординат в Ланьцуті.

### Перебували
- Ян II Казимир — король Речі Посполитої, під час Потопу.
- Александер Цетнер — галицький каштелян (біля короля).